# ンザリ
ンザリ (Nzari、ザリ Zary、ザッリ Zarry、ゼッリ Zerriとも)はコンゴ川の北岸に位置する小王国であった。ンザリは特にオランダの17世紀の情報源で言及されている。 これらの情報源ではンザリが独立国家であったのか、それともロアンゴのような別の王国の一部であったのかは明らかでない。ンザリはコンゴ王の称号には確認できず、コンゴ王アフォンソ一世がローマ教皇に向けて1535年に送った書簡に記載された称号の一覧にンザリは存在しない
オランダの地理学者、 オルフェルト・ダッパーによるとンザリはロアンゴ王国の起源である